# Altwigshagener See
Der Altwigshagener See ist ein See bei Altwigshagen im Landkreis Vorpommern-Greifswald in Mecklenburg-Vorpommern.
Das etwa 15 Hektar große Gewässer befindet sich im Gemeindegebiet von Altwigshagen, wobei sich der Ort Altwigshagen am östlichen Ufer befindet. Er hat keine natürlichen Abflüsse. Aber er verfügt mit dem Lindstädter Graben über einen Zufluss. Die maximale Ausdehnung des Altwigshagener Sees beträgt etwa 560 mal 360 Meter, die Tiefe maximal 5 Meter. Der See ist zudem zum Angeln ausgewiesen und beherbergt Fischarten wie Hechte, Schleie, Barsche, Rotauge und Karpfen.